# كريس ميريت
كريس ميريت (بالإنجليزية: Chris Merritt)‏ هو مؤدي وموسيقي ومغني أوبرا ومغني أمريكي، ولد في 27 سبتمبر 1952 في أوكلاهوما سيتي في الولايات المتحدة.

## وصلات خارجية
- كريس ميريت على موقع IMDb (الإنجليزية)
- كريس ميريت على موقع ميوزك برينز (الإنجليزية)
- كريس ميريت على موقع أول ميوزيك (الإنجليزية)
- كريس ميريت على موقع ديسكوغز (الإنجليزية)
- كريس ميريت على موقع قاعدة بيانات الفيلم (الإنجليزية)